# Kristian Birkeland
Pour les articles homonymes, voir Birkeland.
Olaf Christian Bernhard Birkeland (13 décembre 1867 - 15 juin 1917), qui signait toujours Kristian Birkeland, est un physicien norvégien qui s'intéressa au vent solaire et expliqua le mécanisme des aurores polaires. Afin de financer ses recherches il a inventé le canon magnétique et le procédé Birkeland-Eyde de fixation de l'azote. Ses contributions à la science l'ont amené à être proposé huit fois pour le prix Nobel (quatre fois en chimie et quatre fois en physique).

## Biographie

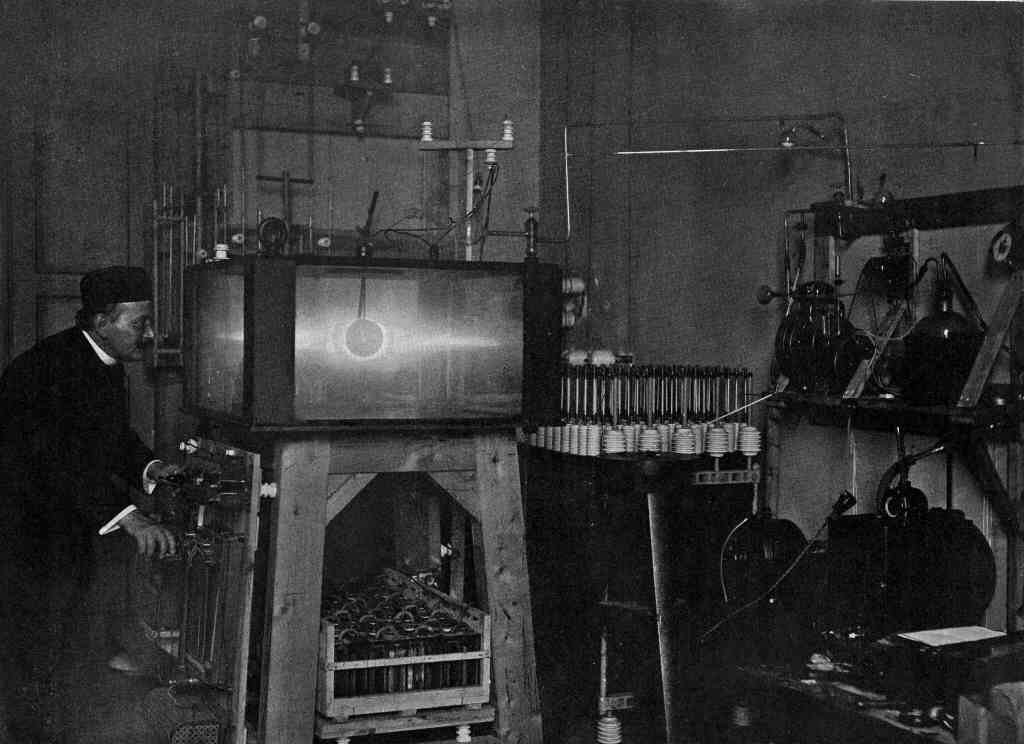
Les « expériences Terrella » : Kristian Birkeland reproduit une aurore polaire en laboratoire

Birkeland naît à Oslo (alors nommée Kristiania) et écrit son premier article scientifique à 18 ans. Il termine ses études en sciences physiques en 1890 puis obtient un poste d'assistant de recherche à l'université d'Oslo en 1893. La bourse qu'il obtient alors lui permet de voyager et d'étudier quelque temps sous la coupe de Henri Poincaré, avec lequel il continuera à entretenir de bons rapports, allant jusqu'à conseiller à son élève Carl Størmer de suivre les cours de ce dernier. Il entre ensuite à l'âge de 28 ans à l'Académie norvégienne des sciences et des lettres, faisant de lui le plus jeune académicien de Norvège après Fridtjof Nansen. En octobre 1898, le roi Oscar II nomme Birkeland professeur de physique de l'université d'Oslo.
Ses travaux sur les aurores boréales débutent à partir de 1897 : de là et jusqu'en 1903 il conduit trois expéditions afin d'étudier les aurores boréales. Il écrira une monographie pour les deux premières d'entre elles ; son décès intervenant avant l'écriture de la dernière. En 1899, il construit un observatoire sur le mont Haldde à Kåfjord, qui appartient aujourd'hui à l'université de Tromsø et commence en 1901 ses expériences avec la terrella. En plus d'expliquer les aurores boréales, ces expériences lui permettent d'expliquer d'autres phénomènes liés aux queues des comètes, aux anneaux de Saturne et à la lumière zodiacale.
En dépit de ses succès scientifiques, sa vie privée s'avère plutôt chaotique. Il épouse Ida Charlotte Hammer en mai 1905 puis divorce en 1911, sans enfants, bien plus préoccupé par ses travaux scientifiques que par sa vie maritale. Ses expériences sur les ondes radio le rendent peu à peu sourd et ses fréquentes insomnies contribuent à dégrader son état de santé, l'obligeant à déménager en Égypte en 1913. Les barbituriques qu'il utilise pour lutter contre ses insomnies le rendent progressivement paranoïaque, et il meurt en 1917 d'une prise excessive de ces derniers alors qu'il était à Tokyo.

## Travaux scientifiques et brevets
En 1895, il publie une première généralisation des équations de Maxwell et une année plus tard, il réussit à reproduire le phénomène des aurores polaires en laboratoire. Le courant de Birkeland est nommé en son honneur.
En tant que professeur il forme de nombreux élèves parmi lesquels on retrouve Carl Størmer et Thoralf Skolem.
Au début du XXe siècle, il a conçu le procédé Birkeland-Eyde. Le brevet qu'il dépose en conséquence lui permet, avec l'aide de Samuel Eyde de fonder la compagnie Norsk Hydro, l'une des 25 entreprises norvégiennes cotées à l'indice OBX.
Il dépose de nombreux autres brevets comprenant, entre autres, une couverture électrique, une prothèse auditive, la margarine, une technique de raffinage du pétrole, un détecteur de métaux et des interrupteurs électriques.

## Distinctions et honneurs
- 1895 : entrée à l'académie norvégienne des sciences et des lettres
- 1987 : la même académie crée une série de conférences annuelles, les Conférences Birkeland qui traitent des divers sujets étudiés par Birkeland
- 1994 : la Banque norvégienne imprime ses billets de 200 couronnes à l'effigie de Birkeland et de ses expériences terrella